# Вареланс, Пол
Пол Вареланс (англ. Paul Varelans, 17 сентября 1969, Атланта, Джорджия, США — 16 января 2021, Фэрбанкс, Аляска, США) — американский боец смешанных единоборств, один из первых участников профессиональных турниров под эгидой UFC.  

## Ранние годы
Вареланс посещал среднюю школу Уэст Вэлли в Фэрбанксе, штат Аляска, а затем Университет штата Калифорния в Сан-Хосе, где играл в американский футбол и занимался боксом до 1991 года.

## Карьера в смешанных единоборствах
Вареланс дебютировал в UFC 14 июля 1995 года на турнире UFC 6, где проиграл техническим нокаутом Дэвиду "Танку" Эбботту на первых минутах.
22 июня 1996 года в рамках события Hardcore Heaven под эгидой профессиональной рестлерской организации ECW, состоялся бой между Варелансом и звездой организации Тэззом. Несмотря на то, что бой был, до его начала Вареланс согласился проиграл болевым приёмом. До этого проходили выставочные бои, на которых Вареланс победил Джейсона Хелтона. 
29 июля 1997 года Вареланс отправился в Японию, где в организации Kingdom проиграл Ёджи Анджо нокаутом.

## Смерть
В декабре 2020 года в новостных агентствах появилась информация о том, что Вареланс заразился Covid-19 в период пандемии и подключен к аппарату искусственной вентиляции лёгких, после чего был введён в искусственную кому. Умер 16 января 2021 года в возрасте 51 года.

## Статистика в боевых искусствах
| Боёв 18  | Побед 9 | Поражений 9 |
| -------- | ------- | ----------- |
| Нокаутом | 6       | 7           |
| Сдачей   | 2       | 1           |
| Решением | 1       | 1           |

| Результат | Рекорд | Соперник            | Способ                        | Турнир                           | Дата            | Раунд | Время | Место                    | Примечание |
| --------- | ------ | ------------------- | ----------------------------- | -------------------------------- | --------------- | ----- | ----- | ------------------------ | ---------- |
| Победа    | 9–9    | Дик Вриж            | KO (удар)                     | Rings Holland: The King of Rings | 8 февраля 1998  | 2     | 0:30  | Амстердам, Нидерланды    |            |
| Поражение | 8–9    | Ник Наттер          | TKO (рассечение)              | Чемпионат мира по вале-тудо 5    | 3 февраля 1998  | 1     | 3:42  | Бразилия                 |            |
| Победа    | 8–8    | Waldir dos Anjos    | TKO (сдача от ударов)         | Чемпионат мира по вале-тудо 5    | 3 февраля 1998  | 1     | 2:36  | Бразилия                 |            |
| Поражение | 7–8    | Карлус Баррету      | TKO (локти и удары)           | Brazil Open '97                  | 15 июня 1997    | 1     | 2:33  | Бразилия                 |            |
| Победа    | 7–7    | Скотт Тейлор        | Сдача (удушение)              | Extreme Challenge 6              | 10 мая 1997     | 1     | 0:42  | Батл-Крик, Мичиган, США  |            |
| Поражение | 6–7    | Рюши Янагисава      | Решение (по очкам)            | Pancrase: Alive 4                | 27 апреля 1997  | 1     | 15:00 | Ураясу, Тиба, Япония     |            |
| Поражение | 6–6    | Марк Керр           | TKO (удары)                   | Чемпионат мира по вале-тудо 3    | 19 января 1997  | 1     | 2:06  | Сан-Паулу, Бразилия      |            |
| Поражение | 6–5    | Кимо Леопольдо      | TKO (остановка углом)         | Ultimate Ultimate 1996           | 7 декабря 1996  | 1     | 9:08  | Бирмингем (Алабама), США |            |
| Победа    | 6–4    | Синдзи Катасе       | TKO (сдача от ударов)         | U-Japan                          | 17 ноября 1996  | 1     | 0:35  | Япония                   |            |
| Поражение | 5–4    | Игорь Вовчанчин     | KO (удары)                    | IFC 1: Kombat in Kyiv            | 30 марта 1996   | 1     | 6:20  | Киев, Украина            |            |
| Победа    | 5–3    | Валерий Николин     | TKO (остановка углом)         | IFC 1: Kombat in Kyiv            | 30 марта 1996   | 1     | 5:12  | Киев, Украина            |            |
| Победа    | 4–3    | Джо Морейра         | Решение (единогласное)        | UFC 8                            | 16 февраля 1996 | 1     | 10:00 | Сан-Хуан (Пуэрто-Рико)   |            |
| Поражение | 3–3    | Дэн Северн          | Сдача (треугольник)           | Ultimate Ultimate 1995           | 16 декабря 1995 | 1     | 1:01  | Денвер (Колорадо), США   |            |
| Поражение | 3–2    | Марко Руас          | TKO (удары)                   | UFC 7                            | 8 сентября 1995 | 1     | 13:17 | Буффало, Нью-Йорк, США   |            |
| Победа    | 3–1    | Марк Холл           | Сдача (американа)             | UFC 7                            | 8 сентября 1995 | 1     | 1:04  | Буффало, Нью-Йорк, США   |            |
| Победа    | 2–1    | Герри Харрис        | TKO (сдача от ударов локтями) | UFC 7                            | 8 сентября 1995 | 1     | 1:07  | Буффало, Нью-Йорк, США   |            |
| Поражение | 1–1    | Дэвид "Танк" Эбботт | TKO (удары)                   | UFC 6                            | 14 июля 1995    | 1     | 1:53  | Каспер, Вайоминг, США    |            |
| Победа    | 1–0    | Кэл Уоршэм          | KO (локти)                    | UFC 6                            | 14 июля 1995    | 1     | 1:02  | Каспер, Вайоминг, США    |            |